# 敘利亞-瑪拉巴禮天主教大不列顛教區
敘利亞-瑪拉巴禮天主教大不列顛教區是東儀天主教在英國的一個教區（敘利亞－瑪拉巴禮），直屬聖座。範圍包括英國全國和愛爾蘭。教座位於普雷斯頓。
成立於2016年7月28日。現任教區主教為若瑟·斯蘭皮卡爾。